# Damphreux
Damphreux est une ancienne commune et une localité de la commune de Damphreux-Lugnez, située dans le district jurassien de Porrentruy, en Suisse.

## Histoire

Photo aérienne (1950)

C'est dans le village de Damphreux que fut cultivée pour la première fois la pomme de terre dans le district de l'Ajoie, aux environs de 1700 après avoir été importée d'Alsace, selon un document écrit datant du XVIIIe siècle qui explique qu'un agriculteur de Beurnevésin cultiva pour la première fois ce légume dans son jardin à titre expérimental.
La commune compte aussi dans son patrimoine une église datant du XIe siècle qui serait, selon les archives, la plus ancienne du pays ajoulot.
Depuis le 1er janvier 2023, la commune, ainsi que celle de Lugnez, ont fusionnées pour former la commune de Damphreux-Lugnez.

## Démographie
Depuis 1870 la population a fortement chuté puisque de 389 habitants à la fin du XIXe siècle, elle est passée à 146 en 1990 pour remonter à 163 en 1996.

## Origine du nom et des armoiries
Le nom de Damphreux vient de Dunfriol (en 1178) et deviendra un peu plus tard Danfriol puis Damphriol en 1256.
Le nom de Dunfriol apparait pour la première fois dans des documents ecclésiastiques du XIIe siècle, cette appellation se transformera en Damphreux. Le nom d'origine signifiait demeure de Ferréol, du nom d'un des deux apôtres de la Séquanie, qui fut martyrisé à Besançon en 212. La Séquanie était une région de la Gaule romaine comprenant l'Ajoie et la Franche-Comté.
Les armoiries de Damphreux sont symbolisées par un écureuil.

## Curiosités
Les anciens du village ont une singulière façon de compter les jours en nuit. L'inhumation des morts du village est elle aussi curieuse puisque dans cette commune l'usage veut que la famille du défunt se charge elle-même de cette tâche.